# Sega Master System

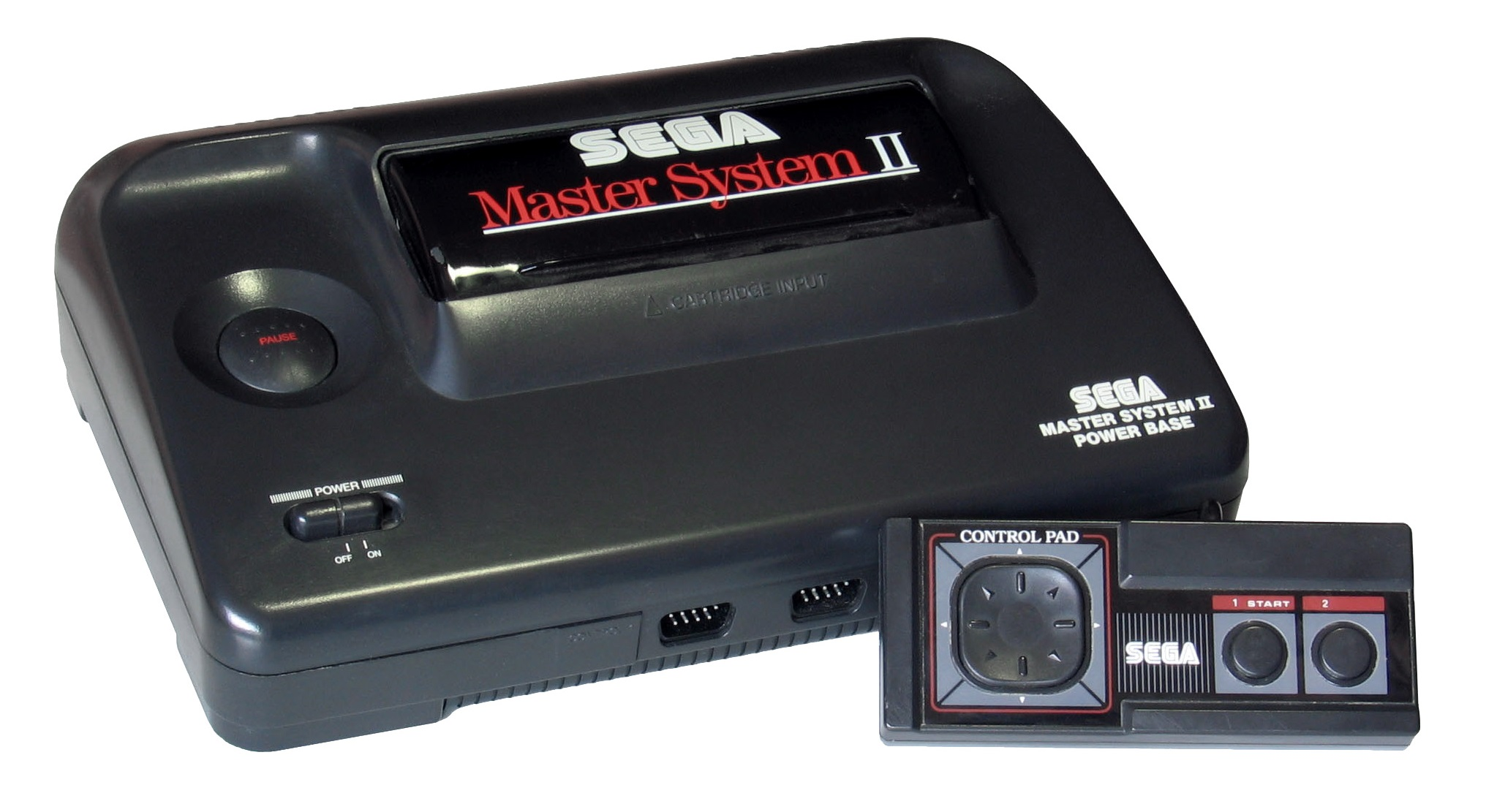
Sega Master System II

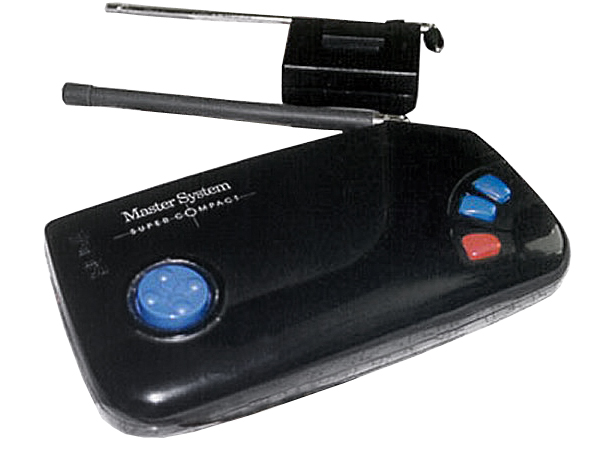
Master System Compact

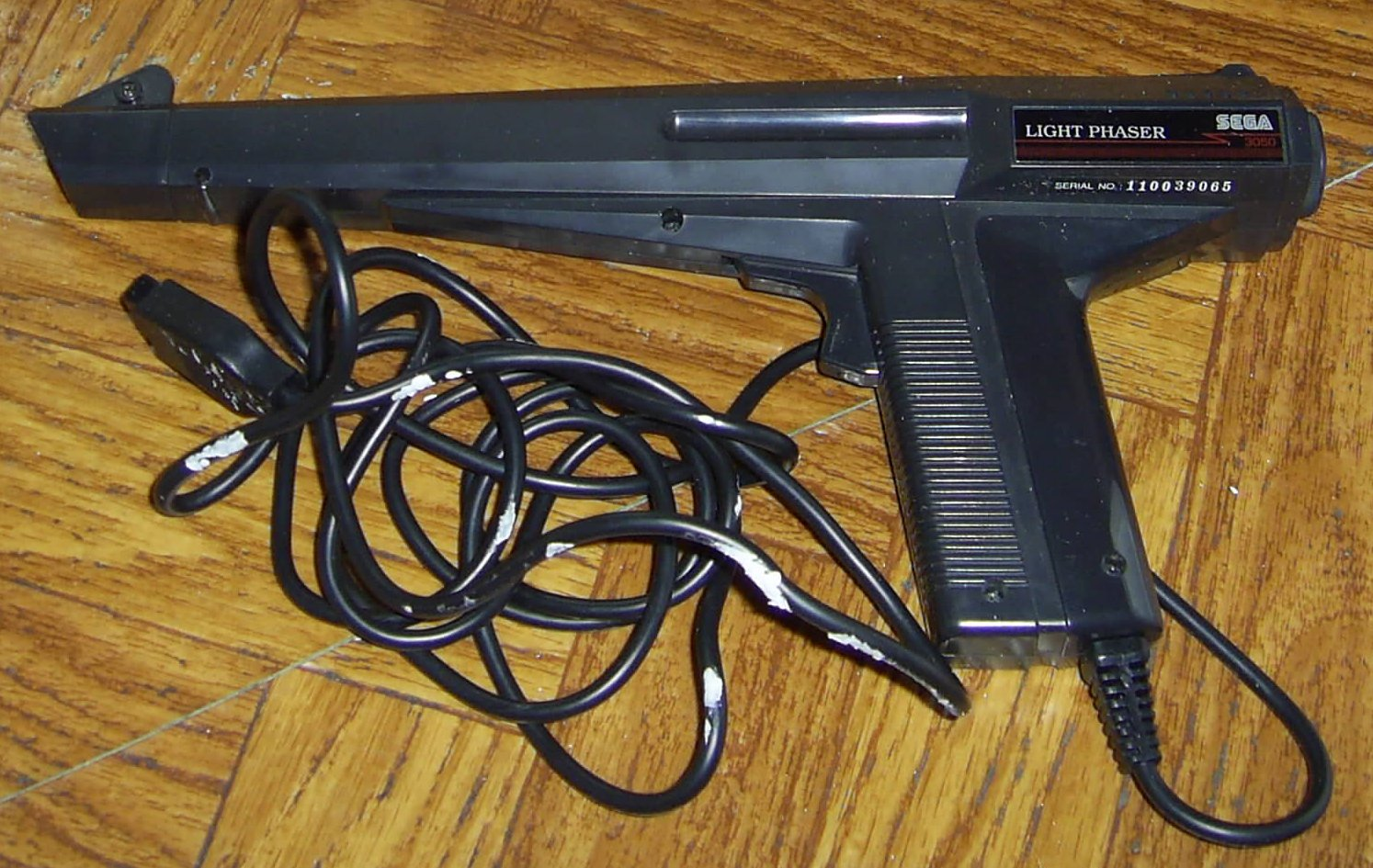
Sega Light Phaser

La Master System és una consola de videojocs de 8 bits basada en cartutxos manufacturada per Sega. La seva encarnació original japonesa s'anomenava SG-1000 Mark III. En el mercat europeu tingué gran acceptació, competint amb la NES de Nintendo, a causa de la gran disponibilitat de stock en el mercat i un preu competitiu.

## Història
La Mark III va ser la successora de la SG-1000, la primera consola creada per Sega. Va ser llançada al Japó el 20 d'octubre de 1985. A l'any següent es va posar a la venda el joc Alex Kidd in Miracle World, i Alex Kidd, el seu protagonista, es convertiria en la mascota no oficial de Sega fins a principis dels noranta.
El sistema va ser redissenyat per vendre-ho al mercat dels Estats Units amb el nom de Sega Master System al juny de 1986, un any després del llançament de la Nintendo Entertainment System. Va sortir a la venda a un preu de $200. Posteriorment va ser llançada per tot el món en 1987 amb el nou nom. Aquest mateix any apareix una versió de la Master System al Japó, les úniques diferències de la qual amb la Mark III són la carcassa, que ara és similar a la usada en la resta del món, i que inclou de sèrie, integrada dins de la mateixa màquina, la unitat FM, un accessori opcional de la Mark III amb un xip de so FM Yamaha. Aquest accessori mai va sortir del Japó, ni integrat ni com a afegit per separat.
Encara que més avançada tècnicament que la Nintendo Entertainment System, no aconsegueix a EUA el mateix nivell de popularitat. Això s'ha atribuït a diverses causes, entre elles el retard en el llançament i un nombre de cartutxos d'altres companyies diferents a Sega molt menor. Això últim a causa del contracte draconià que Nintendo obligava a subscriure als qui volien llicenciar jocs per la NES, amb clàusules d'exclusivitat o retards de diversos anys entre l'aparició d'un joc en NES i en altres plataformes (això li va valer diverses reprimendes del govern japonès però no van baixar del burro fins a la seva derrota legal davant Codemasters). La Master System va vendre 125.000 consoles durant els primers quatre mesos a la venta, mentre que la NES 2.000.000.
Nintendo tenia el 90% del mercat nord-americà. Hayao Nakayama, el CEO de Sega, decideix no invertir massa esforços en un mercat dominat per la NES. El 1988 es venen els drets de la Master System a USA a Tonka però la seva popularitat no para de caure. La decisió és considerada com molt dolenta, doncs Tonka mai havia comercialitzat una videoconsola i no tenia ni idea de què fer amb ella.
El 1990 Sega havia triomfat amb la Sega Mega Drive/Sega Genesis i com a resultat recupera els drets de Tonka sobre la SMS. Dissenya llavors la Sega Master System II, una nova consola molt més lleugera i petita però que per abaratir costos de producció li manca el botó de reset, la presa d'Àudio/Video, el bus d'expansió i la ranura de targeta de l'original.
Alhora llança un adaptador de Master System per a Mega Drive/Genesis que sí que té la ranua de targeta i empra la circuiteria de la Mega Drive (que de fet és dues consoles en una, fins i tot amb dos jocs de xips gràfics i de so), que precisament inclou la presa de A/V. Quan Sega Game Gear és llançada al mercat un dels seus perifèrics, Master Gear Converter, permetria a aquesta consola portàtil llegir cartutxos de Master System.
En un esforç per lluitar contra el Super Mario Bros. de Nintendo el nou sistema inclou en ROM el joc Alex Kidd in Miracle World i posteriorment Sonic the Hedgehog, que s'executaven si no s'inseria cap cartutx. Sega es va bolcar a promocionar el nou sistema però el canvi de generació ja s'havia produït i no ho va acabar d'aconseguir.
Al Japó la consola va ser abandonada en sortir a la venda la Sega Mega Drive. El 1991 les vendes a Amèrica del Nord eren pràcticament inexistents per la qual cosa es decideix abandonar aquest mercat també, per intentar potenciar en major mesura el creixent èxit de la Sega Mega Drive.
A Europa Sega comercialitza la Master System a diversos països, incloent-ne alguns on Nintendo no venia les seves consoles. Es ven bastant bé a Alemanya on és distribuïda per Ariolasoft des de l'hivern del 1987. Els desenvolupadors europeus han creat molts jocs per a la SMS i per això és capaç de superar a la NES a Europa. Nintendo es veu forçada a llicenciar diversos jocs populars de la SMS en aquest mercat. La Master System va tenir suport fins al 1996 a Europa. Quan es deixa de fabricar Sega pot concentrar-se en la seva nova Sega Saturn. Les vendes a Austràlia no són tan bones com les de la NES però superiors proporcionalment a les d'Amèrica del Nord. A Nova Zelanda és un èxit de vendes - ja que la NES no hi tenia gaire influència - i és suportada fins al 1997.
Brasil és el mercat en el qual aconsegueix més èxit, doncs fins i tot avui dia se segueixen venent consoles. El responsable d'això és Tec Toy, distribuïdor a Brasil de Sega. La primera diferència és que les Master System I i II són ambdues del mateix aspecte que la Master System I a la resta de països. La Sega Master System III, encara que exteriorment similar a la Master System II, incorpora en la seva circuitería varis dels avanços de la Sega Game Gear per la qual cosa la grandària màxima de cartutx ROM passa de 4 Mbits (512 Kilobytes) a 8 Mbits (1024 Kilobytes). Això fa que alguns dels jocs desenvolupats per Tec Toy només puguin executar-se en aquesta màquina i no en la resta de Master System. Porta a la ROM interna el Sonic the Hedgehog. El 2002 es rellança canviant el color de la carcassa a blanc i amb diversos packs de jocs, el major amb els següents:
- 20 em 1, A Posa't, Action Fighter, Aerial Assault, Alex Kidd High Tech World, Alex Kidd in Miracle World, Alex Kidd in Shinobi World, Alex Kidd in the Lost Stars, Alien Syndrome, Aztec Adventure, Baku Baku Animal, Bank Panic, Battle Outrun, Bil Bolha, Black Belt, Bomber Raid, Bubble Bobble, Bonança Brothers, Chase H.Q., Columns, Correguda dona Pesada, Cyber Shinobi, Double Target, Dragon Crystal, Enduro Racer, Eswat - City Under Siege, Fantasy Zone, Fantasy Zone 2, Fantasy Zone 3, Faroeste, Fica 1, Força Alienígena, G-Loc, Gain Ground, Galactic Protector, Ghost House, Golden Axe, Golfmania, Global Defense, Great Soccer, Hang On, Ajunti 4, Keiseden, Kung-Fu Kid, Lord of the Sword, Machinegun Joe, Maze Walker, Mexe Mexe Tupi, My Hero, Nim, Parlour Games, Pedreiro Polar, Penguin Land, Pense Bem (10 Jogos), Pit Pot / Astre Warrior, Put & Puter, Rainbow Islands, Rastan Saga, Renegade, Satellite 7, Scramble Spirits, Secret Commando, Shadow Dancer, Shinobi, Slap Shot, Sonic the Hedgehog, Special Criminal Investigation, Super Space Invaders, Super Tennis, The New Zealand Story, The Ninja, Transbot, Thunder Blade, Woody Pop, World Grand Prix, World Soccer.

També es llança un model sense cables que empra una antena per enviar les imatges al televisor i incorpora el comandament a la pròpia consola anomenat Master System Super Compact. I per al públic femení, una versió en rosa anomenada Master System Girl. Ambdues són molt cotitzades pels col·leccionistes, especialment la rosa.
Recentment s'ha llançat la Master System Handy, que segueix el deixant d'altres consoles en un comandament. Manca de slot de cartutxos i funciona amb 4 piles o un adaptador de corrent. Només té sortides RCA d'Àudio/Video i 27 jocs interns. I, de nou, un botó reset.
A l'apartat soft, i amb llicència expressa de Sega per a això, Tec Toy adapta diversos títols a personatges locals. Així Wonder Boy in Monster Land passa a ser Monica no Castelo do Dragao, on Wonder Boy és substituït per Monica (el popular personatge infantil de Maurício de Sousa: a Brasil té fins a parc temàtic propi) i l'espasa flamígera per la seva conejito de pelfa, amb el qual exorcitza monstres i fantasmes. Gripau Xule (un altre personatge popular) també veu com el seu sprite substitueix al protagonista d'altres dos jocs japonesos. TransBot passa a ser Nuclear Creature. Però en lloc de conformar-se amb explotar l'existent i com a molt traslladar-ho al portuguès, creen nous desenvolupaments, tant de temes locals com Sítio do Pica Pau Amarelo (lloc on es desenvolupen moltes de les obres de l'autor brasiler Monteiro Lobato) i Castelo Ra-Tim-Bum (sèrie de l'emissora TV Cultura), com creen una excel·lent adaptació de Street Fighter II, o són els primers a presentar en 8 bits a Tails, la guineu de dues cues inseparable company de Sonic. La conversió de jocs de Game Gear a Master System és també una constant.
Corea del Sud és un cas especial. Allí Samsung comercialitza la Gamboy, una Master System I amb llicència (encara que altres fonts la qualifiquen de pirata, no és així), però la similitud del nom amb la Game Boy causa el seu canvi a Aladdinboy (Samsung cridarà a la Mega Drive Super Aladdinboy). El format dels seus cartutxos és el mateix que el japonès però s'hi publiquen molts jocs occidentals inèdits al Japó (de forma legal o pirata)
La Sega Game Gear és una portàtil, també de Sega, amb un maquinari que està basat en el de la Master System, però millorant la paleta de colors (4096 colors enfront de 64, encara que en tots dos casos només 32 poden usar-se al mateix temps), ampliant la grandària de cartutx (el que permet escenaris i efectes sonors majors) i afegint un port de comunicacions per connectar dues consoles en partides multijugador. A diferència de la resta de la primera generació de consoles de mà en color, és capaç de mostrar imatges de TV en la seva pantalla mitjançant un accessori sintonitzador.

## Especificacions tècniques
- CPU: 8-bits Zilog Z80 (NEC μPD780C, Zilog Z80A o Zilog Z084004)
  - 3,546,893Hz per a PAL/SECAM, 3,579,545Hz per a NTSC
- Gràfics: VDP (Video Display Processor) fabricat per Texas Instruments TMS9918
  - Més de 32 colors simultanis disponibles (16 per a sprites, 16 per a decorats) d'una paleta de 64 (podia mostrar 64 colors simultanis utilitzant trucs de programació)
  - Resolucions de pantalla de 256x192 i 256x224. PAL/SECAM també suportava 256x240
  - sprites de 8x8 o 8x16 píxels, màxim 64
  - Scroll de pantalla horitzontal, diagonal, vertical, i parcial
- So (PSG): Texas Instruments SN76489
  - 4 canals de so mono
  - 3 generadors de so, cadascun de 4 octaves, 1 generador de soroll blanc
- So (FM): Yamaha YM2413
  - so FM de 9 canals
- ROM: 64 kbits (8 kB) a 2048 kbits (256 kB), depenent del joc inclòs en memòria
- memòria d'accés aleatori (RAM) principal: 64 kbits (8 kB)
- RAM de vídeo: 128 kbits (16 kB)

- CPU Zilog Z80 (NEC D780C, Zilog Z80A o Zilog Z084004) a 4 MHz.
- ROM: de 8 a 256 Kilobytes, depenent del joc en memòria.
- RAM: 8 Kilobytes.
- VRAM: 16 Kilobytes.

- Gràfics controlat per un custom xip amb nucli Texas Instruments TMS9918 proporciona :
- Gràfics a 256 x 192 (manera de les SG1000 /SC3000).
- Gràfics a 248 x 192.
- 64 colors, 32 simultanis (dues paletes definibles de 16 colors, qualsevol de les dues paletes pot usar-se en el fons, però solament una d'elles pot usar-se pels sprites).
- 64 sprites de 8x8, 8x16 o 16x16 per maquinari.
- Scroll per hard de tota o part de la pantalla (a dalt/a baix/esquerra/dreta).

- So de sèrie ve amb un Texas Instruments SN76489 que proporciona 3 canals de so d'ona quadrada i 1 de soroll blanc. En els models japonesos, un Yamaha YM2413 FM, que aporta:
- 9 canals de so sintetitzat (9 veus pures o 6 pures i 3 de percussió).
- 15 instruments + 1 definible per l'usuari.
- Control de vibració i modulació d'amplitud per maquinari.

Carcassa :
- Master System I: Allargada (36.2177 cm), amb angulos marcats.
- Master System II: Bastant més compacta (2516.74.5 a 18 cm) i amb formes arrodonides.
- Master System III: Molt similar a la II tota en negre.

- Connectors d'Entrada/Sortida
- Modulador RF.
- Sortida A/V/RGB DIN 8 (solament Mark III / Master System I).
- 2 preses de palanca de control tipus Atari variant Sega.
- Slot de Cartutxos en la part superior.
- Slot de targetes en el frontal (solament en Master System I).
- Bus d'ampliació (Trapa inferior en la Master System I).
- Alimentació.

- Suport
- Cartutx ROM, el japonès/coreà de 44 pines com la Sega 1000, de 50 pines en la resta del món.
- Targeta Sega Card és una herència de la Mark II. Mentre que al Japó existeixen nombrosos títols en aquest format de la generació anterior, a Occident només es publiquen (la numeració canvia entre Tonka i Europa):
  - 4001 - My Hero
  - 4002 - Ghost House
  - 4003 - Teddy Boy
  - 4004 - Transbot
  - 4005 - F-16 Fighting Falcon
  - 4007 - Super Tennis (SMS)
  - 4010 - Spy vs. Spy
  - 4018 - Great Soccer
  - 4080 - Hang-On
  - 4081 - F-16 Fighter
  - 4083 - Spy vs. Spy
  - 4084 - Bank Panic

## Packs Oficials de Sega
- 3000 Sega Master System (amb un joc de laberint)
- 3001 SegaScope package
- 3005 Sega Master System (amb Astre Warrior/Hang On en cartutx)
- 3005-05B Sega Master System (Alex Kidd)
- 3006 Sega Master System 2 (Alex Kidd)
- 3006-05A Sega Master System 2 (Sonic the Hedgehog)
- 3006-18 Sega Master System 2
- 3010 Sega Master System (Hang On en cartutx o targeta)
- 3010A	Sega Master System Plus (Hang On/Safari Hunt)

## Accessoris
La Master System és capaç d'utilitzar els comandaments de Mega Drive, però només reconeix 2 botons i la creuera. Alguns models de tercers són incompatibles.

### Oficials de Sega
- 3020 - Sega Control Pad: gamepad oficial Sega de dos botons.
- 3021 - SG Commander: gamepad millorat que inclou un botó de autodisparo.
- 3040 - Sports Pad/Power Ball: una trackball per als jocs esportius.
- 3041 - Handle Controller: volant amb forma de banyes.
- 3046 - Rapid Fire Unit: connectat entre el gamepad i la consola, proporcionen capacitat de autofuego. El model japonès ho feia ininterromput, l'europeu incloïa un commutador.

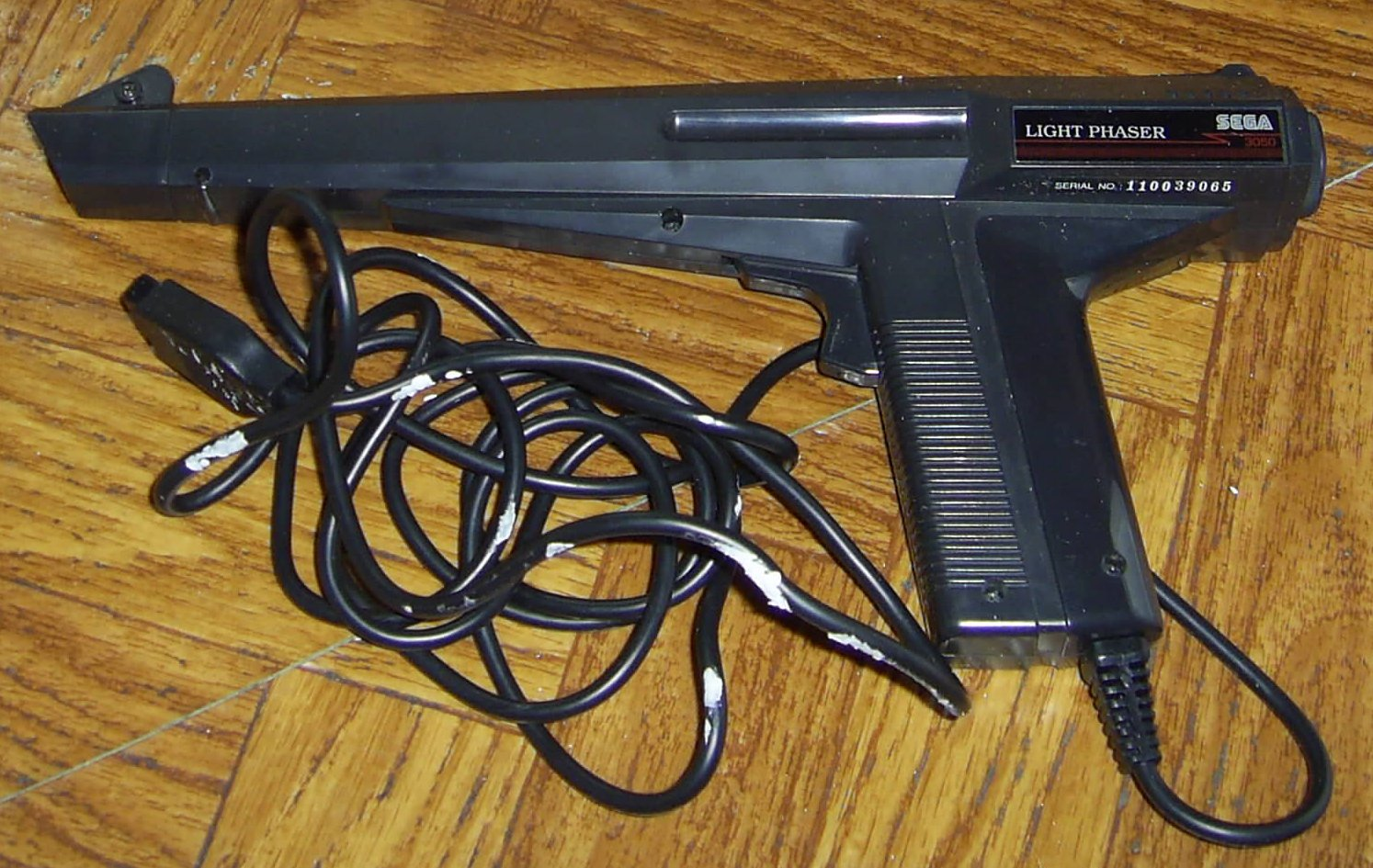
Sega Light Phaser

- 3050 - Sega Light Phaser: Pistóla òptica dissenyada de la sèrie Zillion. Encara que van ser pocs els jocs que la van suportar, és mítica l'adaptació de Operation Wolf. Mitjançant un adaptador pot usar-se en ordinadors MSX.
- 3060 - Control Estic: palanca de control de Sega amb forma de bolet.

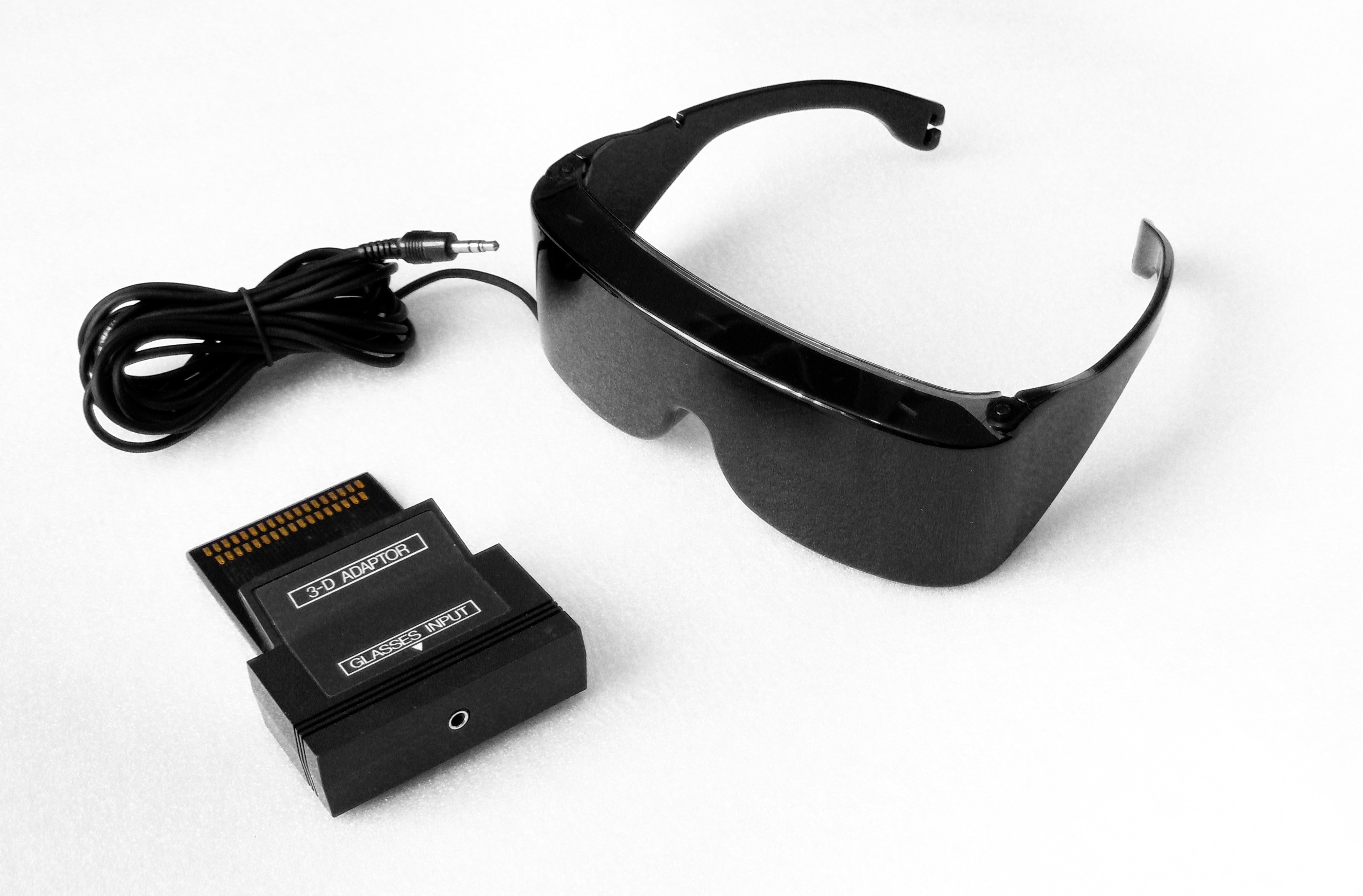
SegaScope 3-D Glasses

- 3073 - SegaScope 3-D Glasses: Ulleres 3-D, tot un avançament heretat de la Mark III. A diferència d'altres en lloc d'usar lents vermell/blava, són de cristall polaritzat, donant una sensació de profunditat no igualada fins als 32 bits. Es connecten mitjançant el slot de targeta, per la qual cosa solament la Mark III, la Master System I i la Mega Drive amb adaptador Master System I la suporten. Els jocs són no només pocs sinó molt cotitzats pels col·leccionistes. Varis tenien una manera de joc normal si no detectaven l'accessori.
- 3085 - cable RGB/SCART proporciona una qualitat major. De sèrie en els models venuts en França per imperatiu legal.
- 3092 - RF Unit sintonitzador extern de televisió.
- 43051 - Mega Phaser: Pistola òptica? (la numeració és de Tonka).
- 43052 - Arcade Command Estic: palanca de control de Tonka.
- Tableta gràfica Graphics Board (només per a Mark III / Master System japonesa; Tonka no va passar de primer prototip de la seva versió).

### De tercers
- Legió de palanques de control i gamepads. Tots els multinorma inclouen una manera Sega (simplement balla els botons de foc respecte d'una palanca de control MSX).
- Action Replay de Datel: permet introduir pokes de vides infinites, invulnerabilidad, munició... als cartutxos.
- Adaptador de 4 jugadors, a semblança del de Mega Drive. Pocs jocs ho suporten.

## Emuladors
La Master System és una de les consoles més emulada. La major part dels emuladors d'aquesta consola solen incloure també suport per emular la Sega Game Gear, amb capacitat de autodetectar si una imatge ROM procedeix d'una o una altra consola. Entre els diferents programes que es poden trobar cal destacar el millor emulador de Master System para PC que és el famós Meka, amb suport per GNU/Linux, DOS i Windows.
Un dels dispositius més exòtics amb suport d'emulació han estat els reproductors de DVD (algunes cases van contractar el suport oficial Sega per a això, però les eternes discussions entre els equips d'USA i Japó la van manar al trast i a la llista dels més buscats per col·leccionistes).
Esment especial mereix l'adaptador Master System Converter para Mega Drive. Fins que un afeccionat japonès no va publicar fotos d'un adaptador obert, es creia que usava circuitería especial, però en realitat només hi havia un condensador (a més dels connectors) soldat a un dels contactes. Això va donar la clau que en realitat, mantenint alta aquest senyal, se li deia a la consola que es reconfigurara com Master System. La troballa per altres col·leccionistes de cartutxos pirates de Mega Drive amb només jocs de 8 bits, va confirmar el fet. A més, la pròpia Sega va llançar al Japó una versió del primer lliurament de la saga Phantasy Star que s'aprofitava d'aquest fet, incloent dins del mateix cartutx el mateix joc que para Master System. Però descobreix una oportunitat d'or perduda: hagués bastat un simple commutador i el condensador per poder haver venut la Mega Drive com dues consoles en una, un fet molt apreciat pel mercat japonès on l'espai a casa val or. Però potser es va témer que això perjudiqués les vendes i es van inclinar per l'accessori car, però dotat de suport per a ulleres 3D.

## Jocs
Entre els jocs que van ser llançats per Master System, poden trobar-se títols que val la pena recordar, entre ells:
- Alex Kidd in Miracle World
- Castle of Illusion starring Mickey Mouse
- Fantasy Zone
- Phantasy Star
- Power Strike
- Sonic the Hedgehog
- Sonic the Hedgehog 2
- Sonic Chaos
- Super Monaco GP
- Ayrton Senna's Super Monaco GP II
- Global Gladiators
- Tennis Ace
- Laser Ghost
- Spiderman
- Aladdín
- Tom and Jerry: the movie
- Pit Fighter
- Paperboy
- The Simpsons: Bart vs. the Space Mutants
- Michael Jackson's Moonwalker
- Shinobi III: Return of the Ninja Master
- Shadow Dancer